# غربة
الغربة هي البعد عن الوطن، وغالبًا تشير إلى المشاعر السلبية المرافقة للانقطاع عن الأهل والأجواء المعتادة.
ويتغرب الإنسان غالبا من أجل الدراسة أو كسب العيش أو ربح مادي أفضل ويطمح إلى الوصول إلى مستوى معيشي مرموق على حساب تغربه عن أهله، أو قد يغترب بشكل قسري في حالات الحروب وانعدام الاستقرار الأمني والسياسي.
وقد تكون الغربة قسرية إجبارية، كأهل فلسطين (الشتات الفلسطيني) مثلا، اللاجئين منهم والنازحين. ويسمى الإجبار على الغربة قسرا تهجير.